# HK UMP
Die UMP (Universale Maschinenpistole) ist eine Maschinenpistole des deutschen Waffenherstellers Heckler & Koch. Sie findet hauptsächlich bei den Spezialeinheiten der US-amerikanischen Polizei (SWAT) Verwendung.

## Geschichte
Nachdem die MP 2000 als Nachfolger der MP5 mit Massen- statt Rollenverschluss an der Popularität der MP5 in den 1980ern gescheitert war, entwickelte Heckler & Koch 1999 die UMP im Kaliber .45 ACP für den US-Markt, da die meisten Schützen und Polizeibeamten bei diesem klassischen Kaliber eine bessere Wirkung im Zielmedium sehen.
Aufgrund der ausgeprägten Beliebtheit der MP5 durch den Rollenverschluss und als Statussymbol sowie der größeren Verbreitung der Patrone 9 × 19 mm, schaffte es die UMP nicht, die MP5 als Standardwaffe abzulösen.

## Technik
Die UMP ist ein aufschießender Rückstoßlader mit Masseverschluss. Sie lässt sich für Links- und Rechtsschützen einstellen und verfügt in der militärischen Variante über drei Feuermodi: Einzelschuss, 2-Schuss-Feuerstoß und Dauerfeuer.
Das Gehäuse der Waffe besteht ähnlich wie das des G36 fast vollständig aus Kunststoff, was Einsparungen bei Gewicht und Fertigungsaufwand – und damit auch am Preis – mit sich bringt. In der Preisersparnis, die im Vergleich zur MP5 rund 25 Prozent beträgt, ist auch der hauptsächliche Grund für die Entwicklung der UMP zu sehen, da kleinere Polizeibehörden im wichtigen amerikanischen Markt oft nicht die Mittel hatten, um die kostspieligere MP5 anzuschaffen.

## Modellvarianten
Die UMP gibt es in nur einer militärischen Ausführung, diese allerdings in drei unterschiedlichen Kalibern: Die UMP in 9 × 19 mm, .40 S&W und .45 ACP. Äußerlich sind die Varianten nicht leicht zu unterscheiden, abgesehen von der Magazinform (nur .45-ACP-Varianten nutzen ein gerades Magazin) und den Beschriftungen.

### USC
Die USC (Universal Selfloading Carbine) ist die zivile Variante der UMP. Das Kaliber ist .45 ACP.
Aufgrund veränderter Bauweise können keine UMP-Magazine verwendet werden, da diese 25 Schuss enthalten können, die USC-Magazine aber nur zehn. Ein ähnliches Verfahren wurde auch bei der Zivilvariante des G36, dem Sportgewehr SL8 angewandt, das keine Originalmagazine mit 30 Schuss verwenden kann.
Sie besitzt lediglich einen halbautomatischen Feuermodus und wurde im Gegensatz zur UMP zum Schutz vor sog. „Anscheinsparagraphen“ aus hellgrauen Kunststoffaußenteilen hergestellt (UMP eher dunkelgrau). Seit Anfang 2007 gibt es jedoch auch ganz in schwarz gehaltene Ausführungen. Zudem ist der Lauf deutlich länger und die Schulterstütze nicht einklappbar.

### Technische Daten
| Variante | Kaliber   | Gesamtlänge mm | Rohrlänge mm | Höhe mm | Breite mm | Gewicht kg | Magazin (Schuss)    | Kadenz Schuss/min |
| -------- | --------- | -------------- | ------------ | ------- | --------- | ---------- | ------------------- | ----------------- |
| UMP      | 9 × 19 mm | 690 (450)      | 200          | 280     | 61        | 2,1 (2,25) | Kurvenmagazin (30)  | 650               |
| UMP      | .40 S&W   | 690 (450)      | 200          | 305     | 61        | 2,1 (2,25) | Stangenmagazin (30) | 650               |
| UMP      | .45 ACP   | 690 (450)      | 200          | 325     | 61        | 2,3 (2,45) | Stangenmagazin (25) | 600               |
| USC      | .45 ACP   | 900            | 406          |         |           | 2,72       | Stangenmagazin (10) |                   |
| 1. 2. 3. |           |                |              |         |           |            |                     |                   |

## Verwendung
Neben Polizeieinheiten in den USA ist die UMP gelegentlich auch in den Händen von polizeilichen Spezialeinheiten im Kosovo, Nahen Osten (Jordanien) und Fernost (Südkorea) zu sehen, hier aber zumeist in Kaliber 9 × 19 mm und .40 S&W. In Europa konnte sich die UMP dagegen nicht durchsetzen und ist in den Arsenalen der Polizei fast gar nicht zu finden. Da europäische Polizeibehörden weiterhin das Kaliber 9 × 19 mm favorisieren, wird sich dies vermutlich auch in absehbarer Zukunft nicht ändern, da der finanzielle Aufwand hinsichtlich der Neubeschaffung von Waffen, Ersatz- und Zubehörteilen sowie Trainingskosten höher wäre, als die Einsparung im Vergleich zu den vorhandenen MP5. Aus diesem Grund wurde die MP5 auch nicht – wie ursprünglich geplant – von der UMP ersetzt, vielmehr existieren beide Waffensysteme heute parallel zueinander.